# Ritorno di fiamma

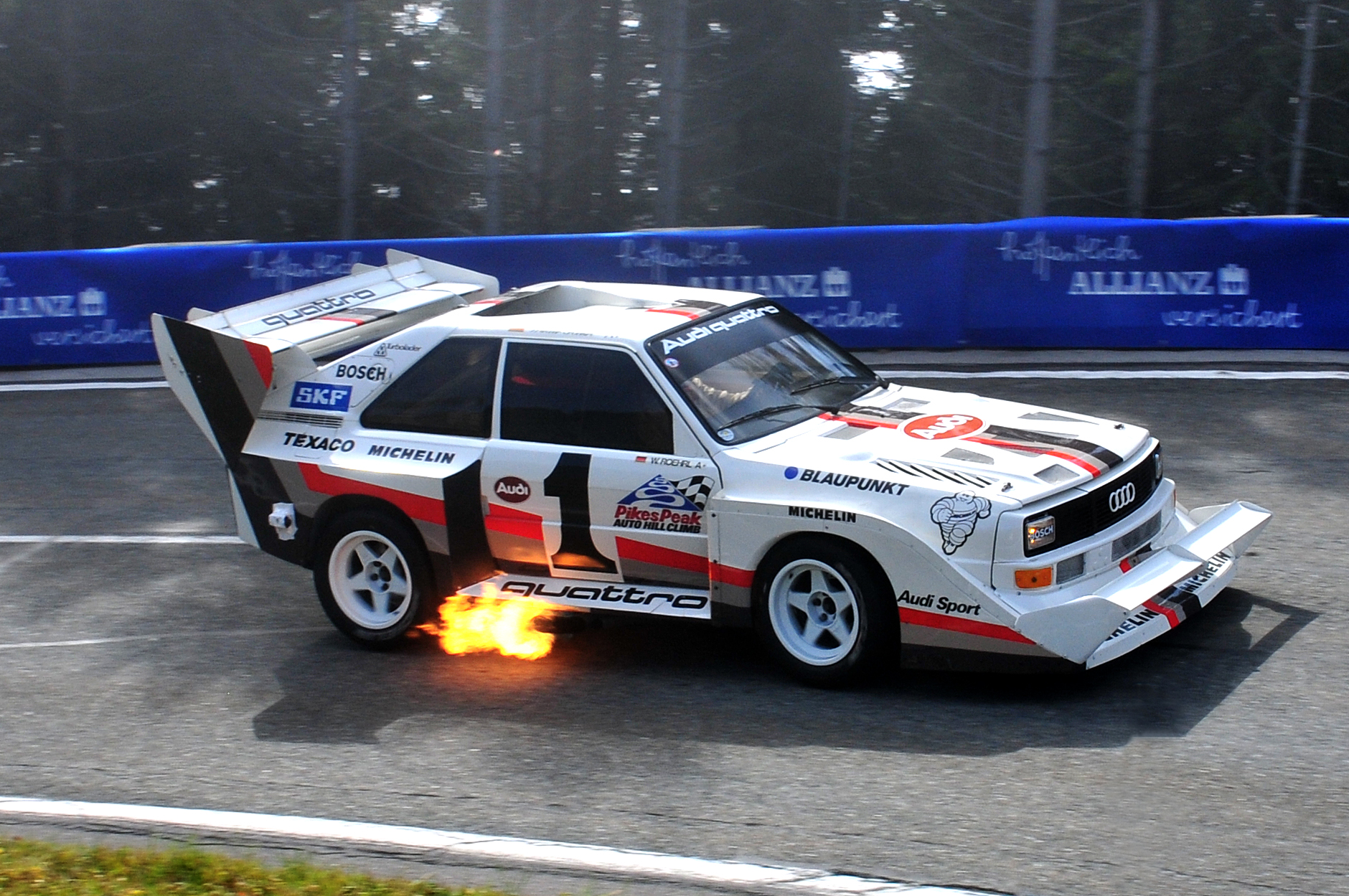
Ritorno di fiamma di una Audi S1 al Pikes Peak; le fiamme scoppiano e fuoriescono dal tubo di scarico durante una decelerazione o con il rilascio dell'acceleratore

Il ritorno di fiamma (afterfire o backfire in Inglese) è una esplosione prodotta da un motore a combustione interna accompagnata da "fiammate" di breve durata assieme ad uno scoppiettìo, dal terminale o dal sistema d'alimentazione.

## Cause
Il ritorno di fiamma è tipicamente una conseguenza di un rapporto aria/carburante errato ed incostante (in un senso o nell'altro) o di un malfunzionamento a livello dell'impianto di iniezione del carburante o di scarico oppure un errore di sincronizzazione del motore. 
Si può quindi sintetizzare riconducendo le cause principalmente a:
- nei motori a carburatore, una carburazione troppo magra (povera di benzina), alternata a fasi di carburazioni grassa, difatti questo fenomeno è anche chiamato "scoppio da smagrimento";
- pressione del carburante bassa, filtro del carburante intasato o pompa del carburante danneggiata (e quindi una diminuzione della frazione di benzina nella miscela), che in alcuni frangenti non riesce ad iniettare la quantità corretta di carburante
- eccesso di benzina nella miscela, parte della quale non viene incendiata dalla candela e si incendia al contatto coi collettori di scarico roventi;
- cavi elettrici del sistema d'accensione danneggiati, che quindi causano una combustione soltanto parziale della miscela;
- convertitore catalitico mancante o danneggiato.

## Tipologie
Popolarmente il termine viene utilizzato per descrivere le fiammate e lo scoppiettìo emessi da qualunque tipo di motore; tra i professionisti del settore viene però utilizzato il termine afterfire (fiammata) per indicare l'accensione del carburante all'interno dello scarico, mentre backfire (ritorno di fiamma) indica lo stesso fenomeno quando avviene nel sistema d'iniezione del carburante. L'avere due termini distinti aiuta ad identificare con maggiore chiarezza i sintomi in fase di risoluzione dei problemi nella preparazione di una vettura da competizione o per la correzione di anomalie di funzionamento.

### Ritorno di fiamma all'alimentazione
Il ritorno di fiamma all'alimentazione si genera quando la combustione avviene in modo anomalo, quindi con tempistiche errate o in genere quando le valvole d'alimentazione rimangono o sono ancora aperte.

### Ritorno di fiamma allo scarico

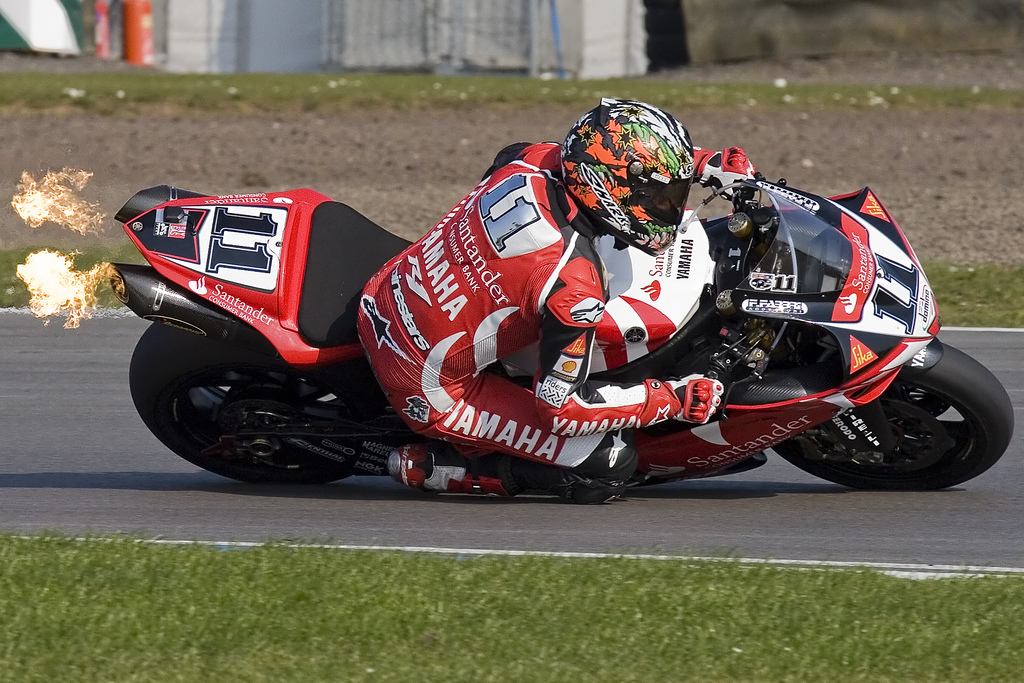
Ritorno di fiamma in una moto da corsa

Il ritorno di fiamma allo scarico ha origine quando i gas di scarico contenenti tracce di carburante incombusto passano dalla camera di combustione allo scarico. Essendo quest'ultimo rovente a causa dell'attività del motore, i gas di scarico vengono incendiati, producendo le fiammate. Può avvenire anche a causa della rimozione del convertitore catalitico o del cosiddetto Db killer.
Il fenomeno avviene anche nelle vetture da competizione, specialmente quelle sovralimentate tramite l'uso di un turbocompressore: durante la cambiata, quando il guidatore rilascia l'acceleratore per ingranare la marcia vi è un momento in cui nel motore vi è un eccesso di benzina che non viene incendiata (dato che l'acceleratore non viene premuto), per cui viene prodotto il backfire assieme al tipico rumore di sfiato della valvola pop-off.

## Applicazioni

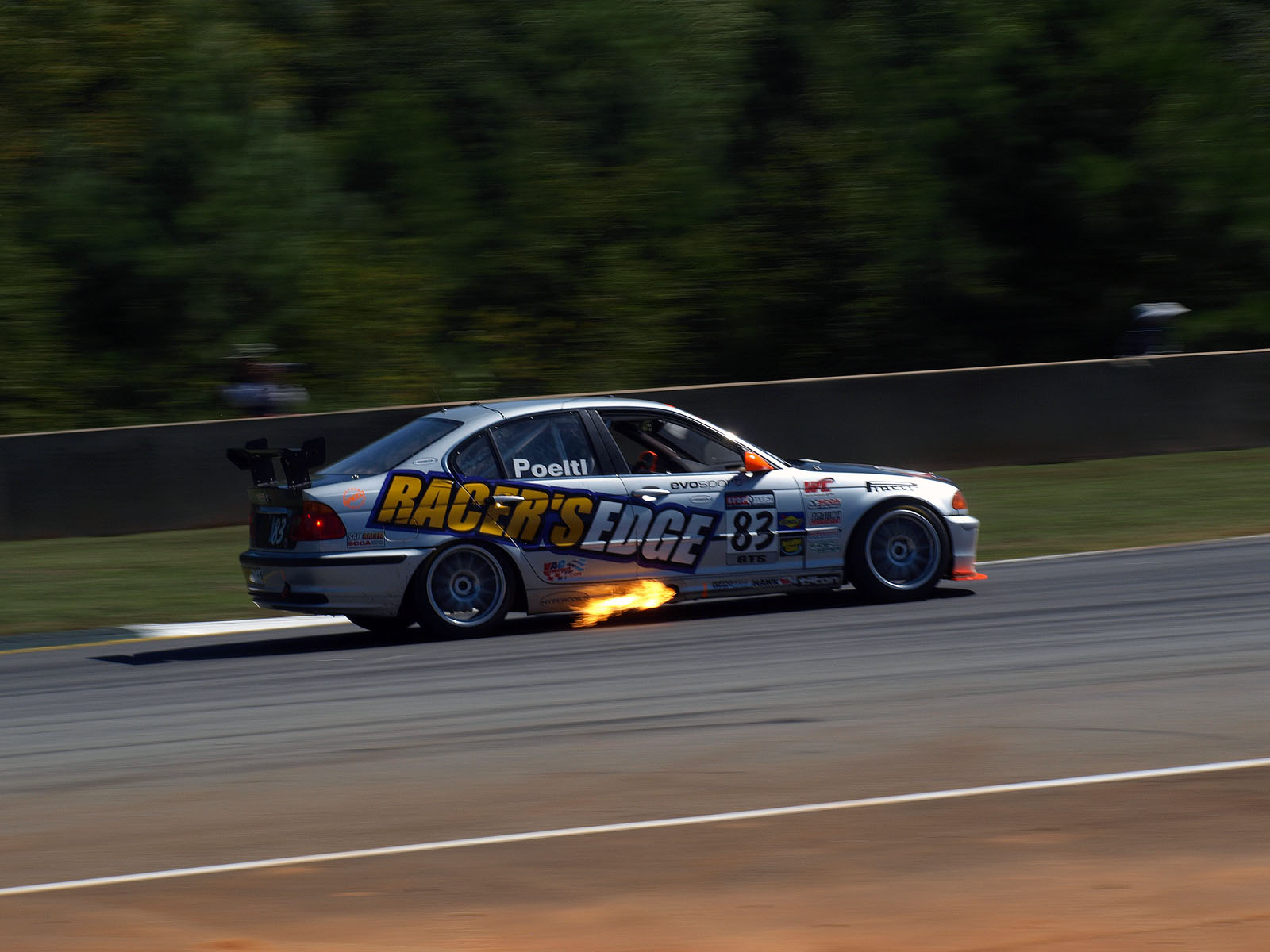
Ritorno di fiamma su una BMW 325i in assetto da corsa

Nei veicoli meno recenti, il ritorno di fiamma può essere comune o inevitabile, mentre è più raro nei motori moderni in cui la gestione del carburante è lasciata ad una ECU (centralina elettronica), ma vi sono diverse eccezioni:
- Le auto dotate di scarichi sportivi o turbo, come già detto, possono incorrervi più facilmente per i motivi sopracitati.
- I proprietari di veicoli elaborati solitamente sfruttano il ritorno di fiamma come ulteriore "effetto scenico" in aggiunta alle modifiche estetiche apportate al mezzo.
- Nelle auto progettate per scopi differenti dalla circolazione stradale (manifestazioni, film, eccetera) possono essere inseriti degli iniettori di carburante aggiuntivi in modo che funzionino come dei piccoli lanciafiamme per produrre dei ritorni di fiamma.
- Nei dragster si tenta di contenere il più possibile il fenomeno del ritorno di fiamma (reso frequente a causa delle caratteristiche di tali mezzi), dato che un ritorno di fiamma potrebbe facilmente portare alla completa distruzione di collettori, carburatori, sistemi di sovralimentazione e del motore stesso, se non addirittura all'esplosione di quest'ultimo.
- Nei motori aeronautici, come il Rolls-Royce Merlin, il ritorno di fiamma che si originerebbe per gli stessi motivi di cui sopra (e avrebbe le stesse conseguenze) viene evitato grazie a dei frangifiamma all'interno dei collettori.